# 1 Всесвітній торговий центр
40°42′47″ пн. ш. 74°00′49″ зх. д. / 40.713° пн. ш. 74.0135° зх. д.
1 Всесвітній торговий центр (англ. One World Trade Center, 1 WTC), або ж Вежа Свободи (англ. Freedom Tower) — центральна будівля в новому комплексі Всесвітнього торгового Центру, хмарочос на нижньому Мангеттені в місті Нью-Йорк, США. Є сьомим за висотою хмарочосом у світі, а також найвищим офісним будинком у світі й найвищою будівлею в Західній півкулі.
Хмарочос зведено на місці знищеного в результаті терористичної атаки 11 вересня 2001 року Всесвітнього торгового центру. Висота 104-поверхового хмарочоса складає 541,32 метра. Будівництво розпочали 2006 року й завершили у травні 2013 року.
Після завершення будівництва цей хмарочос став найвищим хмарочосом у місті Нью-Йорк, у США і в Західній півкулі. Також він є одним з найвищих хмарочосів у світі.
3 листопада 2014 року будинок офіційно був відкритий.

## Історія
По руйнуванню Всесвітнього торгового центру 11 вересня 2001 року відбулося багато дебатів, присвячених подальшому використанню території торгового центру. Пропозиції стали надходити майже відразу, і до 2002 року адміністрація порту Нью-Йорка і Нью-Джерсі, яка є власником прав на використання території, організувала через створену «Корпорацію з розвитку нижнього Манхеттену» конкурс, щоб визначити шляхи використання площ. Проєкти, запропоновані на цьому етапі,  негативно сприйняла громадськість, і це послужило причиною для проведення другого, відкритішого конкурсу в грудні 2002 року, в результаті якого було обрано проєкт, який запропонував Деніел Лібескінд (Daniel Libeskind). Проєкт багато разів переглядали. У підсумку, остаточний вигляд будівлі представили публіці 28 червня 2006. Щоб задовольнити вимоги поліції Нью-Йорка з безпеки будівлі, було вирішено нижню частину будівлі (57 метрів заввишки) виконати з використанням бетону. Щоб, як висловлювалися критики, ця бетонна частина будівлі не нагадувала бункер, вирішили, що при обробці фасаду на цьому рівні використають скляні елементи призмоподібної форми.

## Дизайн
Площа для використання під офіси — 241 000 м².
Нижні 61 метри будівлі займають хол заввишки 24 метри й розташовані над ним кілька технічних поверхів. Вище слідують 69 поверхів, безпосередньо призначених для офісного використання, закінчуючись на рівні 341 метра. Над ними розташовані ще технічні поверхи, ще два поверхи віддали для використання Міському телевізійному альянсу (Metropolitan Television Alliance). Ресторани та оглядові майданчики закінчуються оглядовим майданчиком і парапетом, що досягають висоти 415 метрів і 417 метрів відповідно — висоти веж-близнюків попереднього Всесвітнього торгового центру. Стилізована антена на даху будівлі підіймається на символічну висоту в 1776 футів (541 метр). 1776 — рік прийняття Декларації незалежності США.
Ширина сторін підмурівка будівлі — 61 метр, тобто приблизно стільки ж, скільки у зруйнованих веж-близнюків (63 метри). Зовнішнє оздоблення підмурівка буде виконане в тому числі із понад двох тисяч елементів, виконаних зі скла, що за формою нагадують призми. Розміри скляних елементів — 1,21 на 4,06 метри. З антени в небо буде світити промінь світла, який, як передбачається, буде видно в повітрі в висоту до 300 метрів.

## Поточна висота будівлі
Проєктна висота будівлі дорівнює 541 метр (417 метрів до даху).
Попри те що роботи з будівництва будівлі розпочався 27 квітня 2006 року, висота будівлі перевищила позначку 0 метрів (рівень вулиці) тільки 17 травня 2008 року. Станом на 2 червня 2013 року, будівництво хмарочоса завершене, будівля повністю засклена.

## Хронологія спорудження
- 1 серпня 2008 — висота будівлі становила 8 метрів.
- 11 лютого 2009 — 32 метри.
- Лютого 2010 року — закінчення будівництва нижньої сталевої структури, що має форму куба; висота будівлі перевищила 61 метр.
- Квітень — побудовано 26 поверхів.
- Жовтень — 44 поверхи.
- 17 листопада — побудовано 48 поверхів; загальна висота конструкції досягла 171 метра.
- 16 грудня — побудовано 52 поверху; загальна висота — більше ніж 183 метри.
- Середина січня 2011 року — висота будівлі склала близько 210 метрів.
- 10 травня — побудовано 65 поверхів.
- 24 вересня — 84 поверхів.
- 30 жовтня — сталевий каркас зведений до 88, бетонні укріплення і підлоги — до 78, скляні панелі — до 62 поверху; висота будівлі — 333 метри.
- 20 грудня — сталева конструкція вежі піднялася на висоту 92 поверху (350 метрів), скляні панелі встановлені до 67, бетонні підлоги й укріплення — до 84 поверху.
- 6 квітня 2012 — побудовано 100 поверхів (380 метрів), бетонні підлоги встановлені до 90, скляні панелі — до 71 поверху.
- 11 травня 2012 — 103 поверхи, бетонні перекриття встановлені до 94, скляні панелі — до 72 поверху.
- 10 травня 2013 — будівля досягла проєктної висоти, встановлено шпиль.

У травні 2012 року почалося інтенсивне засклення поверхів (приблизно 1 поверх за 3 дні). Після закінчення зведення поверхів була встановлена радіоантена заввишки 124 метри.